# Red tape
Pour les articles homonymes, voir Tape.
Le terme red tape (« ruban rouge ») est un idiome anglais faisant référence à des réglementations ou à une nécessaire conformité à des règles ou normes formelles qui sont considérées comme excessives, rigides ou redondantes. C'est donc une sorte d'image d'une bureaucratie censée entraver ou empêcher l'action ou la prise de décision, engendrant une perte de temps en « paperasserie ».
Le terme est appliqué péjorativement aux gouvernements ou aux entreprises.

## Origine de l’expression
L'expression, trouve son origine au XVIe siècle dans l'administration de Charles Quint, alors roi d'Espagne et empereur du Saint-Empire romain germanique. Pour moderniser la gestion de son vaste empire, il instaura l'usage de rubans rouges pour identifier les dossiers administratifs prioritaires nécessitant une discussion immédiate par le Conseil d'État, les distinguant ainsi des dossiers ordinaires attachés par une simple ficelle.

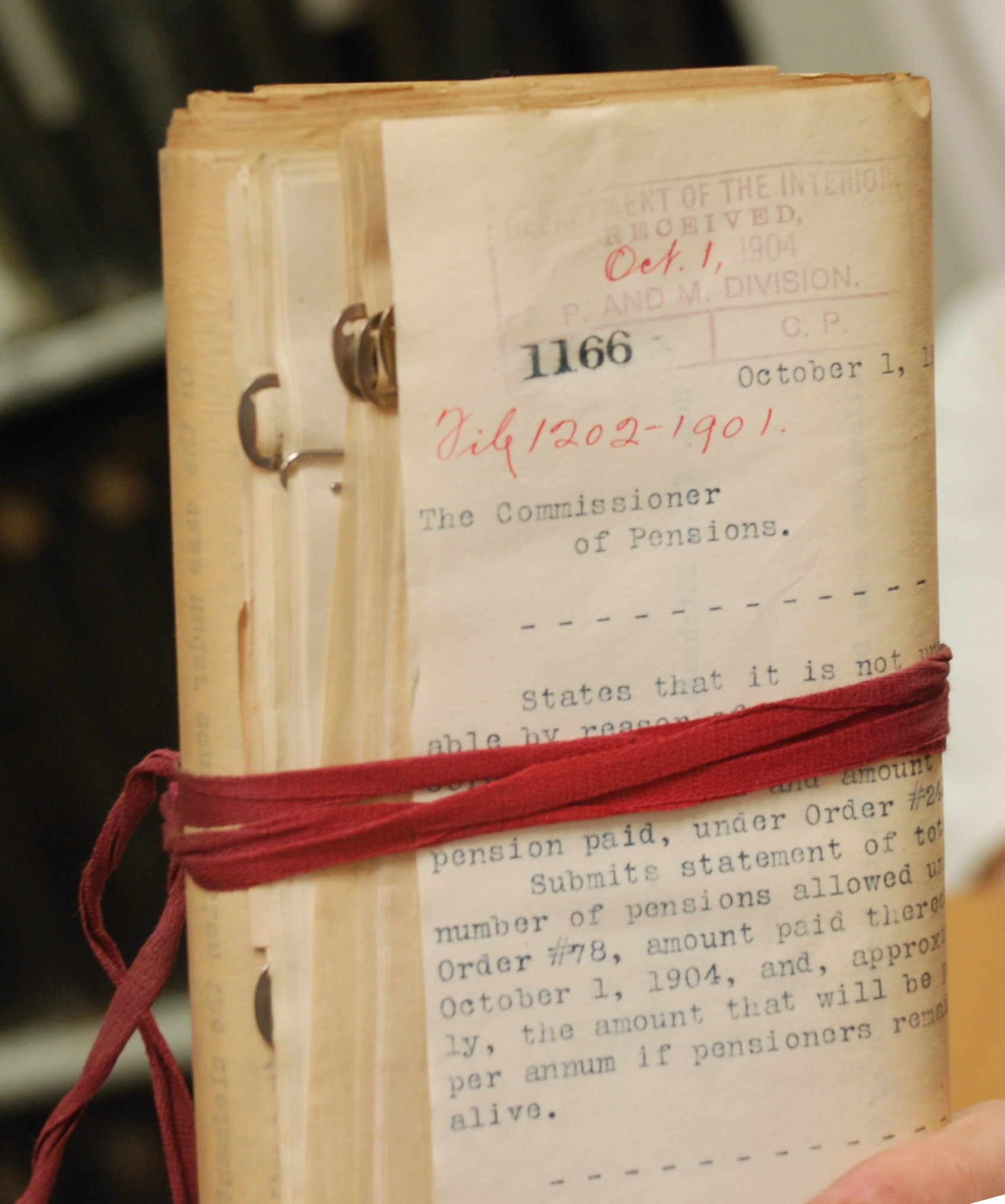
Documents administratifs américains de 1906 liés par un ruban rouge

En Grande-Bretagne, l'expression fut popularisée au XIXe siècle notamment par Charles Dickens dans David Copperfield et Thomas Carlyle dans ses écrits critiquant l'inertie administrative.